# Молодёжненское сельское муниципальное образование
Молодёжненское сельское муниципальное образование — сельское поселение в Яшкульском районе Калмыкии. Административный центр и единственный населённый пункт в составе СМО — посёлок Молодёжный.

## География
Молодёжненское СМО расположено в северо-восточной части Яшкульского района, в пределах Прикаспийской низменности.
Молодёжненское СМО граничит:
- на севере — с Юстинским районом (Эрдниевским, Харбинским и Бергинским СМО),
- на востоке — с территорией Астраханской области,
- на юге — с Хулхутинским СМО,
- на западе — с Уттинским СМО.

Границы Молодёжненского СМО установлены законом Республики Калмыкия от 09.07.2003 года № 363-II-З «Об установлении границ Молодёжненского сельского муниципального образования Республики Калмыкия».

### Климат
Климат поселения континентальный засушливый, полупустынный. Лето длится пять месяцев, а зима — два−три месяца. Зима, как правило, мягкая и малоснежная, хотя при вторжении холодного воздуха из Сибири возможны сильные морозы. Лето очень жаркое.
Почвы
Территория Молодёжненского СМО расположена в пустынной зоне в Прикаспийской провинции. Ландшафты территории Молодёжненского СМО представлены полого-волнистой равниной на морских верхнехвалынских отложениях с участками грядового рельефа и массивами перевеянных песков. Почвообразование происходит в условиях жаркого климата, острого дефицита влаги при непромывном типе водного режима. Почвенный покров характеризуется высокой комплексностью и большим разнообразием. На территории Молодёжненского СМО получили развитие бурые полупустынные солонцеватые слабоэродированные супесчаные и песчаные почвы, солонцы полупустынные мелкие и средние. Дефицит влаги способствует дефляции почв.
Гидрография
Гидрографическая сеть территории поселения неразвита: поверхностные водные объекты отсутствуют.

## Население
| 2002 | 2010 | 2011 | 2012 | 2013 | 2014 | 2015 |
| ---- | ---- | ---- | ---- | ---- | ---- | ---- |
| 539  | ↘363 | ↗365 | ↗389 | ↗399 | ↘389 | ↗397 |
| 2016 | 2017 | 2018 | 2019 | 2020 | 2021 |      |
| ↗420 | ↘415 | ↗425 | ↗432 | ↗436 | ↘406 |      |

Численность населения Молодёжненского СМО (2012 г.) составляет всего 334 человека, что составляет около 2 % от численности населения Яшкульского района. Всё население проживает в посёлке Молодёжный. Миграционная ситуация в СМО
на протяжении нескольких лет остаётся неблагоприятной. На протяжении последних лет наблюдается миграционный отток населения.

### Национальный состав
казахи (39,8 %), аварцы (22,4 %), чеченцы (12,2 %) и другие.

## Состав сельского поселения
В состав сельского поселения входит один населённый пункт.

## Экономика
Основной отраслью экономики является сельское хозяйство со специализацией на овцеводстве шерстно-мясного направления и скотоводства мясного направления. На территории действуют СПК «ТООСТА», КФХ и ЛПХ.